# 本多康匡
本多 康匡（ほんだ やすただ）は、近江膳所藩の第10代藩主。康俊系本多家宗家10代。

## 生涯
第9代藩主・本多康伴の長男。明和8年（1771年）、父の死去により跡を継ぐ。しかし生来から病弱なこともあって天明元年（1781年）12月20日、25歳で死去し、跡を養嗣子の康完が継いだ。

## 系譜
父母
- 本多康伴（父）

養子
- 本多康完 ー 本多忠薫の長男